# 两双
雙十是篮球的术语，指一场比赛中球员的个人表现在以下任何两项中达到两位数：得分、篮板、助攻、抢断和盖帽。大多数的两双表现都是得分和篮板达到两位数，其次是得分和助攻。
雙十由于不像三双那样难以达到，所以在NBA、CBA等联盟中比比皆是。事实上大多数比赛中至少都有一名球员拿到雙十。但是在整个赛季中平均成绩达到雙十比较困难。

## 相關術語
- 三双
- 四双
- 5X5